# Гродзисько-Дольне (гміна)
Гміна Гродзисько-Дольне (пол. Gmina Grodzisko Dolne) — сільська гміна у східній Польщі. Належить до Лежайського повіту Підкарпатського воєводства.
Станом на 31 грудня 2011 у гміні проживало 8099 осіб.

## Територія
Згідно з даними за 2007 рік площа гміни становила 78.42 км², у тому числі:
- орні землі: 70.00%
- ліси: 23.00%

Таким чином, площа гміни становить 13.45% площі повіту.

## Населення
Станом на 31 грудня 2011:
| Опис     | Загалом | Загалом | Чоловіки | Чоловіки | Жінки | Жінки |
| -------- | ------- | ------- | -------- | -------- | ----- | ----- |
| одиниця  | осіб    | %       | осіб     | %        | осіб  | %     |
| все      | 8099    | 100     | 4050     | 50.01    | 4049  | 49.99 |
| міське   | 0       | 100     | 0        |          | 0     |       |
| сільське | 8099    | 100     | 4050     | 50.01    | 4049  | 49.99 |

## Солтиства
Гродзисько-Дольне, Гродзисько-Гурне, Гродзисько-Нове, Вулька-Гродзиська, Ходачув, Лящини, Опалєніска, Подлєсє, Змислувка, Гродзисько-Мястечко.

## Історія
1 серпня 1934 р. було створено об'єднану сільську гміну Гродзисько-Дольне у Ланьцутському повіті Львівського воєводства. До неї увійшли сільські громади: Гродзисько-Дольне, Гродзисько-Гурне, Дубно, Ходачув, Лящини, Опалєніска, Змислувка.

## Сусідні гміни
Гміна Гродзисько-Дольне межує з такими гмінами: БілобжеГі, Жолиня, Лежайськ, Триньча.